# Papa Celestin I
Celestin I (n. secolul al IV-lea d.Hr., Roma, Imperiul Roman de Apus – d. 27 iulie 432 d.Hr., Roma, Imperiul Roman) a fost papă al Romei din 422 până la decesul său din 6 aprilie 432.

## Originea
Celestin I a fost roman; nu se cunoaște nimic din istoria tinereții sale, excepție făcând numele tatălui său - Priscus. Se spune că ar fi trăit un timp la Milano, pe lângă Sfântul Ambrozie. Prima relatare certă despre el este menționarea într-un document al Papei Inocențiu I, din anul 416, în care se vorbește despre Diaconul Celestin.

## Activitatea
Diverse părți ale liturghiei îi sunt atribuite, dar fără a avea dovezi concrete că el le-a fi conceput.
Papa Celestin I  a luat poziții doctrinare contra Pelagienilor, iar delegații săi i-au condamnat pe Nestorieni la Conciliul de la Efes din 431. Nestorie a fost Patriarhul Constantinopolului, funcție recunoscută a doua ca importanță, după papalitate; afirma că Isus Cristos avea două naturi - una divină și una umană, iar Fecioara Maria nu era "Născătoare de Dumnezeu" (gr. Theotokos), ci mama lui Isus Omul.
Cu ocazie condamnării acestei erezii Papa a scris patru scrisori, toate datate pe 15 Martie, 431, împreună cu alte scrisori trimise  Episcopilor din Africa. Cele din Iliria, Salonic (Thessaloniki), Narbonne s-au păstrat sub forma traducerilor în limba greacă, forma originală din latină pierzându-se. 
De asemenea, Papa Celestin I a interzis cultul Novațienilor la Roma, arestându-le episcopul și condamnându-le erezia. A fost zelos în privința ortodoxiei credinței creștine, refuzând să tolereze micile inovații ale predecesorilor săi.
În anul 431, Papa Celestin I l-a expediat pe Palladius ca episcop în Irlanda, iar activitatea  misionară a acestuia a fost continuată de Patriciu.
Diverse părți ale litughiei îi sunt atribuite, dar fără a avea dovezi concrete că el le-a fi conceput.

## Comemorare
Sfântul Papă Celestin I a murit pe 6 aprilie, 432 și a fost îngropat în Cimitirul Sf. Priscila aflat pe Via Salaria, dar corpul său a fost mutat, aflându-se acum în Bazilica Santa Prassede.
Papa Celestin I a fost recunoscut ca sfânt, iar în tablouri este prezentat împreună cu un porumbel, un dragon și o flacără.